# سيرينا سحيم
سيرينا علي سحيم,  (10 أكتوبر 1985 - 19 أكتوبر 2014)، صحفية أمريكية لبرس تي في.
في حين كانت تغطي حصار عين العرب كمراسلة حرب، زُعم بأنها قتت في حادث سيارة. أدعى صاحب عملها بأن وقوع الحادث «مشبوه» وقد قتلت بعد يومين بأتهام تركيا لها بالتجسس.

## خلفية شخصية
سيرينا سحيم،  مواطنة أمريكية من أصل لبناني، ولدت لجوديث بو والدها اللبناني في عام 1985. ونشأت في مدينة ديربورن وليفونيا وعائلتها تعيش في مدينة ديترويت بولاية ميشيغان، الولايات المتحدة الأمريكية. عندما كانت طفلة، حضرت مدارس لوري الابتدائية في مدينة ديربورن وتوجهت بعد ذلك إلى مدرسة كلارنسفيل الثانوية في ليفونيا. حضرت الكلية في الجامعة الأميركية للعلوم والتكنولوجيا، بيروت، لبنان. كانت متزوجة من إبراهيم سحيم وأنجبا ابنا وابنة.
كانت سيرينا تبلغ من العمر 29 عاما عندما قتلت في تركيا. عقدت مراسم الجنازة يوم 22 أكتوبر تشرين الأول في حسينية في برج البراجنة قبل دفنها في مقبرة في نفس المنطقة. وعقد حفل تأبين لها في ديربورن.

## المهنة
بعد تعليمها، عملت لشركة إعلامية في بيروت. غطت سيرينا تقارير لـبرس تي في في لبنان والعراق وأوكرانيا وتركيا.

## السياق

### تغطية حصار عين العرب
في أكتوبر من عام 2014، تم تعيينها من قبل برس تي في إلى تركيا في مهمة لتغطية نزاع داعش. كانت مقرها في سروج، شانلي أورفة، تركيا، وهي منطقة ريفية بالقرب من الحدود السورية.

### إتهام تركيا لها بالتجسس
يوم 17 أكتوبر، قالت سيرينا سحيم لبرس تي في أن منظمة الاستخبارات الوطنية التركية (MIT) أتهمتها بـ«التجسس».
وذكرت أنه «ربما يرجع ذلك إلى بعض القصص التي كانت تغطيها حول موقف تركيا من مسلحي الدولة الإسلامية في العراق والشام في كوباني».
وكانت قد ذكرت أن مسلحي داعش يجري تهريبهم عبر الحدود التركية إلى سوريا على متن شاحنات تحمل رموز المنظمات غير الحكومية مثل «منظمة الأغذية العالمية». وقالت سيريناعلى الهواء انها «خائفة قليلا» بما قد تستخدم MİT «ضدي.»

## الوفاة
وزعم بإنها قتلت يوم 19 أكتوبر لعام 2014 في حادث سيارة في طريق عودتها إلى الفندق الذي تقيم فيه. كانت عائدة إلى سروج مع سائقها ومشغل الكاميرا جودي آيريش في سيارة إيجار عندما اصطدمت السيارة بمركبة ثقيلة (خلاطة أسمنت).
نجت سيرينا من الحادث، لكنها توفيت بسبب نوبة قلبية بعد نقلها إلى مكان مجهول. أصيب زميلها في العمل جودي كذلك ونقل إلى مستشفى مدينة سروج.
ألقي القبض على سائق السيارة في وقت لاحق.
برس تي في تنازعت في هذا، زاعمة أن كلا من السائق والسيارة «اختفا» ووفاتها «مشبوهة».

## ردود الفعل
محافظ شانلي اورفا عز الدين كوتشوك نفي ادعاءات برس تي في ودعاها بـ«لا اساس لها على الإطلاق» و «محاولات لوضع تركيا في موقف صعب». وقال عز الدين سيكون هناك ببيان تفصيلي بعد التحقيقات.

## وصلات خارجية
- Press TV reporter in Turkey killed in suspicious car accident at Press TV